# Semibaluarte de Santa Ana
El Semibaluarte de Santa Ana es un baluarte del siglo XVII situada en la ciudad española de Ceuta. Está situado en el extremo sur del Frente de la Valenciana, del Conjunto Monumental de las Murallas Reales.

## Historia
Fue terminado en 1699 por los españoles.

## Descripción
De planta casi rectangular, cuatro flancos y un orejón al oeste. Se accede desde el camino de ronda de la Contraescarpa del Foso Real, por una puerta adintelada, sobre las que están los escudos de la Corona de España y del Gobernador de Ceuta, Francisco Del Castillo Fajardo, marqués de Villadarias. y en su interior,  conocido como el Corralillo de Santa Ana, se conservan restos de antiguas caballerizas.